# West Ishpeming (Míchigan)
West Ishpeming es un lugar designado por el censo ubicado en el condado de Marquette en el estado estadounidense de Míchigan. En el Censo de 2010 tenía una población de 2662 habitantes y una densidad poblacional de 342,15 personas por km².

## Geografía
West Ishpeming se encuentra ubicado en las coordenadas 46°29′18″N 87°43′2″O / 46.48833, -87.71722. Según la Oficina del Censo de los Estados Unidos, West Ishpeming tiene una superficie total de 7.78 km², de la cual 7.66 km² corresponden a tierra firme y (1.5%) 0.12 km² es agua.

## Demografía
Según el censo de 2010, había 2662 personas residiendo en West Ishpeming. La densidad de población era de 342,15 hab./km². De los 2662 habitantes, West Ishpeming estaba compuesto por el 96.69% blancos, el 0.19% eran afroamericanos, el 0.79% eran amerindios, el 0.38% eran asiáticos, el 0% eran isleños del Pacífico, el 0.15% eran de otras razas y el 1.8% pertenecían a dos o más razas. Del total de la población el 0.23% eran hispanos o latinos de cualquier raza.